# Maybach HL 230
Der Maybach HL 230 ist ein flüssigkeitsgekühlter Zwölfzylinder-V-Motor aus der Zeit des Zweiten Weltkriegs. Der vom Maybach-Motorenbau in Friedrichshafen entwickelte Ottomotor mit ca. 23 Litern Hubraum wurde in schweren deutschen Panzern eingesetzt, namentlich Panther, Jagdpanther, Tiger II, Jagdtiger und späteren Versionen des Tiger I und Sturmtiger. Verwendung fand der Motor auch im französischen Panzer ARL 44, dessen Produktion 1944 nach der Landung in der Normandie aufgenommen wurde.

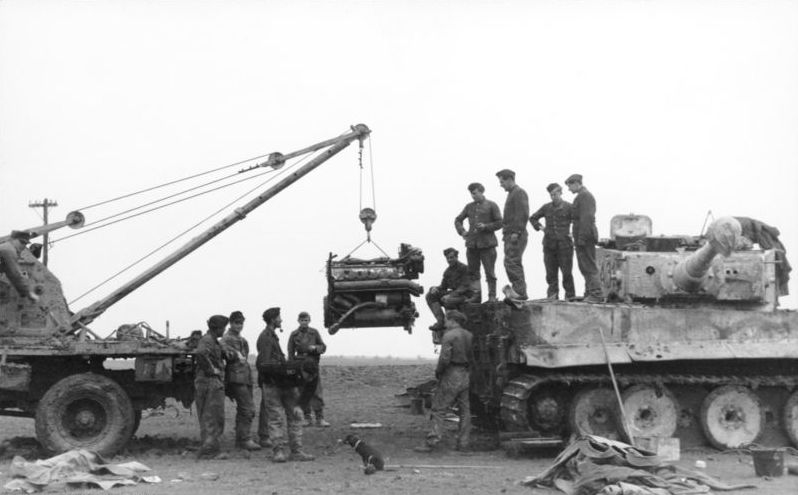
Motorwechsel (HL 230 P45) beim Tiger I

Der Bankwinkel beträgt 60 Grad, die Bohrung 130 mm und der Hub 145 mm. Kurbelgehäuse und Zylinderköpfe wurden aus Grauguss hergestellt. Die Zylinderlaufbuchsen aus Schleuderguss (ebenfalls Grauguss) waren auswechselbar. Die Kolben wurden aus einer Aluminiumlegierung geschmiedet. Die Motorschmierung war als lageunabhängige Trockensumpfschmierung ausgeführt (Ölmenge 28 Liter). Der Antrieb der beiden obenliegenden Nockenwellen (eine je Zylinderbank) erfolgte mittels Stirnradgetrieben. Vier DVG/Pierburg-Doppelvergaser des Typs Solex 52 JFF II D, die als Registervergaser arbeiteten, sorgten für die Gemischbildung. Zwei Magnetzünder (einer je Zylinderbank) speisten über zwei Zündverteiler die zwölf Zündkerzen. Der elektrische Anlasser diente zum Starten bei warmem Motor bzw. höheren Temperaturen; alternativ konnte der Motor über den Schwungradanlasser manuell oder mit einem externen Motor angeworfen werden. Die Nennleistung war mit 600 PS (441 kW) bei 2500 min−1 angegeben, die kurzzeitige Höchstleistung betrug bis zu 700 PS (515 kW) bei 3000 min−1. Der Motor hatte bei 2100 min−1 sein maximales Drehmoment von 184,6 kp·m (1,8 kN·m).
Wegen des großen Bedarfs wurde der HL 230 u. a. ab Winter 1943/44 als Lizenzbau auch von der Auto Union AG im Werk Siegmar (ehemals Wanderer) hergestellt, zum Teil auch in KZ-Außenlagern. Mit der Besetzung der Werke bzw. der deutschen Kapitulation endete die Fertigung.
Als Weiterentwicklungen des HL 230 sollten der HL 232 und der HL 234 für einige der genannten Panzer sowie für die geplante E-Serie gebaut werden. Das Kriegsende kam der für Mitte 1945 geplanten Serienfertigung der Motoren zuvor.